# Women Hellas Verona
La Women Hellas Verona Società Sportiva Dilettantistica, citata anche come Hellas Verona Women o più semplicemente Verona, è una squadra di calcio femminile, sezione dell'Hellas Verona Football Club con sede nella città di Verona. Istituita nel settembre 2018, rileva il titolo sportivo del Verona Women iscritto al campionato di Serie A 2018-2019 sostituendolo nel torneo prima della prima giornata dopo l'approvazione da parte della Federazione Italiana Giuoco Calcio (FIGC). Milita in Serie B, seconda serie del campionato italiano.

## Storia
Dal luglio 2018 iniziarono a circolare indiscrezioni sulla possibile acquisizione e integrazione del Verona Women, recente nuova denominazione della precedente AGSM Verona, da parte del Verona maschile, tuttavia la società aveva effettuato l'iscrizione come Verona Women al campionato di Serie A femminile 2018-2019, e le conferme si limitarono alla presenza del logo dell'Hellas nel nuovo sito societario (Hellas che nella stagione precedente partecipava ai campionati di categoria con un suo settore femminile giovanile). Sempre come Verona Women aveva iniziato la preparazione precampionato ed effettuato qualche amichevole, tra le quali il derby con le avversarie cittadine del ChievoVerona Valpo, e aveva iniziato a delineare il nuovo assetto della squadra con l'arrivo dell'ex nazionale Sara Di Filippo come guida tecnica, dopo che Renato Longega aveva annunciato di lasciare la società fin dal maggio 2018.
Dopo aver conquistato la salvezza in Serie A per tre stagioni consecutive, ha concluso la stagione 2021-22 al dodicesimo ed ultimo posto in classifica, venendo retrocessa in Serie B.

## Società

### Organigramma societario
Di seguito l'organigramma societario del club.
Consiglio di amministrazione
- Italo Zanzi - Presidente
- Zaccaria Tommasi - Responsabile Area Tecnica
- Antonella Formisano - Direttore Sportivo
- Nicoletta Manfrin - Segreteria e Team Manager
- Daniele Perina - Logistica e impiantistica

### Sponsor
Nella tabella sottostante sono illustrati gli sponsor tecnici e ufficiali della squadra.
| Cronologia degli sponsor tecnici Joma | Cronologia degli sponsor ufficiali - 2018-in corso - Gruppo Sinergy, Manila Grace |

## Allenatori e presidenti
Di seguito l'elenco degli allenatori e dei presidenti del Verona.
| Allenatori - 2018-2019 Sara Di Filippo - 2019-2020 Emiliano Bonazzoli (1ª-12ª) Matteo Pachera (13ª-16ª) - 2020-2021 Matteo Pachera - 2021-2022 Matteo Pachera (1ª-11ª) Veronica Brutti (12ª-22ª) - 2022-2023 Veronica Brutti (1ª-13ª) Matteo Pachera (14ª-) | Presidenti - 2018- Federico Setti |

## Statistiche e record

### Partecipazioni ai campionati
| Livello | Categoria | Partecipazioni | Debutto   | Ultima stagione | Totale |
| ------- | --------- | -------------- | --------- | --------------- | ------ |
| 1º      | Serie A   | 4              | 2018-2019 | 2021-2022       | 4      |
| 2º      | Serie B   | 1              | 2022-2023 | 2022-2023       | 1      |

### Partecipazioni alle coppe
| Competizione | Partecipazioni | Debutto   | Ultima stagione | Totale |
| ------------ | -------------- | --------- | --------------- | ------ |
| Coppa Italia | 5              | 2018-2019 | 2022-2023       | 5      |

## Organico

### Rosa 2023-2024
Rosa, ruoli e numeri di maglia tratti dal sito ufficiale, aggiornati al 31 gennaio 2024.
| N. |                   | Ruolo | Calciatrice        |
| -- | ----------------- | ----- | ------------------ |
| 1  | Canada (bandiera) | P     | Margot Shore       |
| 3  | Italia (bandiera) | D     | Michela Ledri      |
| 4  | Italia (bandiera) | C     | Irene Lotti        |
| 6  | Italia (bandiera) | D     | Sofia Meneghini    |
| 7  | Italia (bandiera) | C     | Rossella Sardu     |
| 9  | Svezia (bandiera) | A     | Alice Söndergaard  |
| 10 | Italia (bandiera) | A     | Rachele Peretti    |
| 11 | Italia (bandiera) | C     | Federica Anghileri |
| 13 | Italia (bandiera) | D     | Giulia Bursi       |
| 14 | Italia (bandiera) | P     | Chiara Valzolgher  |
| 15 | Italia (bandiera) | D     | Gaia Datres        |
| 17 | Italia (bandiera) | A     | Veronica Pasini    |
| 20 | Italia (bandiera) | C     | Kristin Carrer     |

| N. |                   | Ruolo | Calciatrice           |
| -- | ----------------- | ----- | --------------------- |
| 21 | Italia (bandiera) | C     | Ilaria Veronese       |
| 22 | Italia (bandiera) | D     | Alessia Pecchini      |
| 23 | Italia (bandiera) | A     | Alessia Rognoni       |
| 24 | Italia (bandiera) | D     | Jenny Requirez        |
| 25 | Italia (bandiera) | C     | Elisa Mariani         |
| 26 | Italia (bandiera) | C     | Giulia Mancuso        |
| 28 | Italia (bandiera) | C     | Silvia Zanni          |
| 29 | Italia (bandiera) | A     | Stefania Dallagiacoma |
| 36 | Italia (bandiera) | A     | Giulia Bison          |
| 49 | Grecia (bandiera) | D     | Christianna Kiamou    |
| 55 | Italia (bandiera) | D     | Laura Capucci         |
| 99 | Italia (bandiera) | D     | Sara Corsi            |
|    | Italia (bandiera) | A     | Maddalena Totolo      |

### Staff tecnico 2022-2023
Staff aggiornato al 20 gennaio 2023.
- Matteo Pachera - Allenatore
- Andrea Zangrandi - Allenatore in seconda
- Eugenio Turri - Preparatore atletico
- Nicola Sorio - Preparatore atletico
- Michele Martello - Preparatore portieri
- Davide Fiorentini - Match analyst